# Hippolyta Hall
Hippolyta Hall (Trevor-Hall), a veces también conocida como Lyta Hall, es un personaje ficticio de DC Comics creada en 1983, que entre otras series apareció en Infinity Inc  y en  la serie limitada de historietas The Sandman, creada por Neil Gaiman y publicada por la Editorial Vertigo.

## Descripción
Lyta es una mujer de mediana edad, extremadamente fuerte, atractiva, de buena altura y cabellos blancos. Es extremadamente obsesiva, y bastante inestable y desequilibrada. Su obsesión primaria es el cuidado de su hijo Daniel, aprovechada por Loki y Puck para lanzarla a la cacería de Morfeo.

## Historia del personaje
Antiguamente una superheroína junto con su marido, se hacía llamar la Furia por la tremenda fuerza que surgía cuando estaba furiosa. Tiene el cabello blanco, y numerosos trastornos mentales. Durante dos años vive en la cabeza del hermano de Rose Walker con su marido, el Sandman de la Edad de Plata, tiempo que pasa embarazada allí. Tiene un hijo llamado Daniel a quien protege obsesivamente, y es el avatar de las Furias en el tomo "Las Benévolas", encargada de destruir el Sueño.